# Sobral da Serra
Sobral da Serra ist eine Gemeinde (Freguesia) im portugiesischen Kreis Guarda. In ihr leben 213 Einwohner (Stand 19. April 2021).